# Annual Review of Plant Biology
Annual Review of Plant Biology, abgekürzt Annu. Rev. Plant Biol., ist eine jährlich erscheinende Fachzeitschrift, die Übersichtsartikel veröffentlicht. Die Erstausgabe erschien im Juni 1950. Die Zeitschrift veröffentlicht Artikel aus allen Bereichen der pflanzlichen Biologie, inklusive Biochemie, Biosynthese, Genetik, Genomik, Molekularbiologie, Zelldifferenzierung und vieler anderer Untergebiete.
Der Impact Factor des Journals lag im Jahr 2012 bei 23,654. Nach der Statistik des ISI Web of Knowledge wird das Journal mit diesem Impact Factor in der Kategorie Pflanzenwissenschaften an erster Stelle von 195 Zeitschriften geführt.
Herausgeber ist Sabeeha S. Merchant (University of California, Los Angeles, USA).